# Ipomoea tiliacea
Ipomoea tiliacea là một loài thực vật có hoa trong họ Bìm bìm. Loài này được (Willd.) Choisy mô tả khoa học đầu tiên năm 1845.

## Hình ảnh

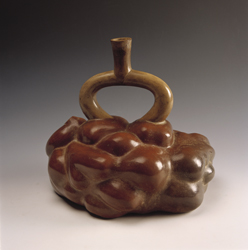
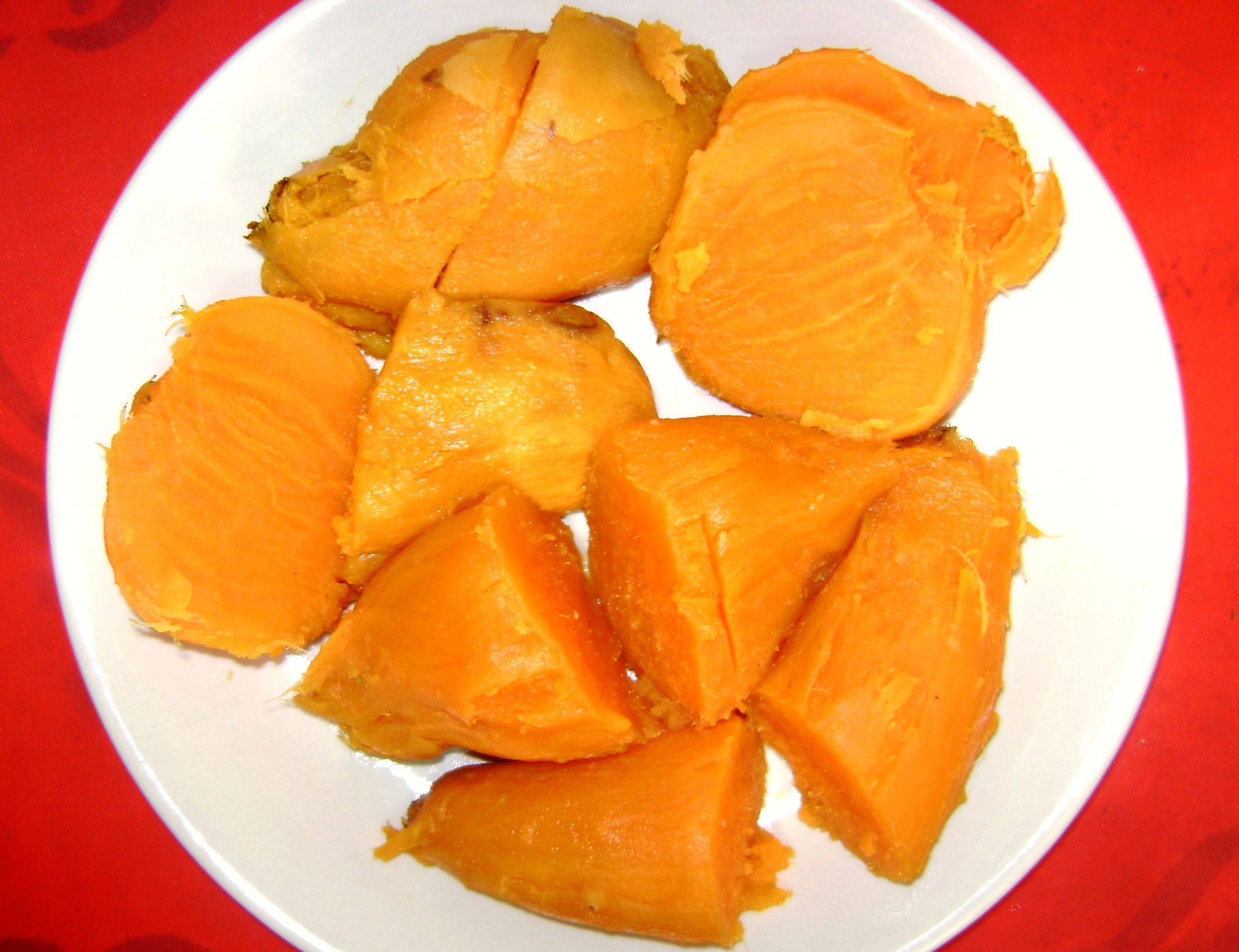
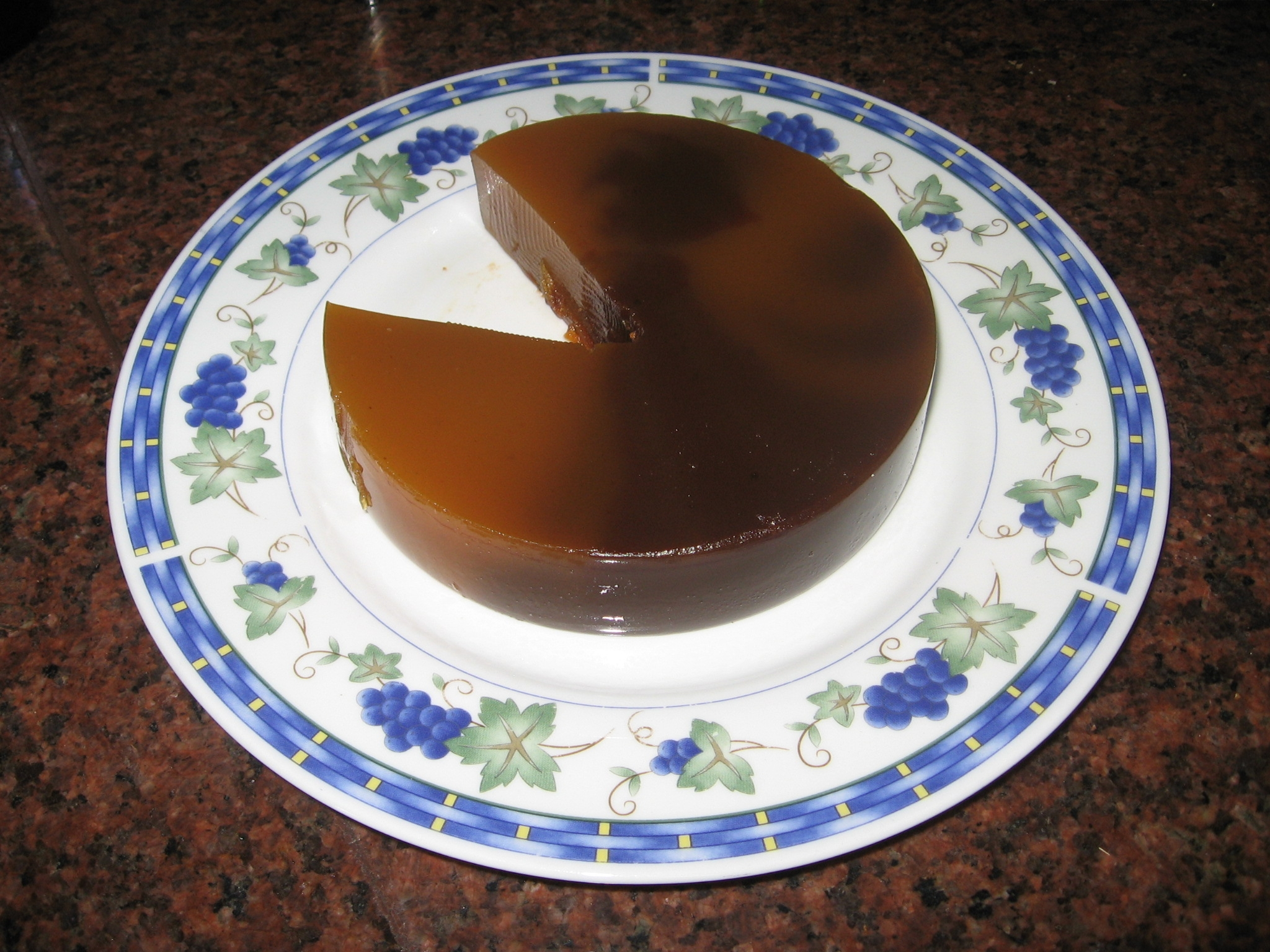
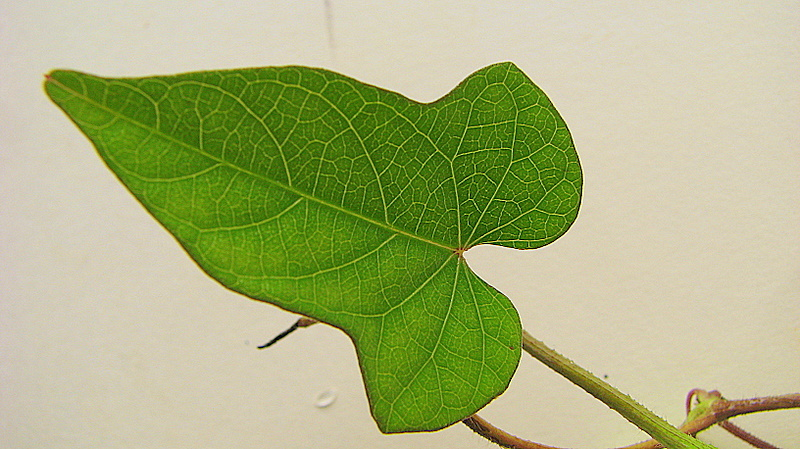